# One Piece at a Time (album)
One Piece at a Time je album Johnnyja Casha, objavljen 1976. u izdanju Columbia Recordsa. "One Piece at a Time", koja je bila hit broj 1, humorna je priča u automehaničaru zaposlenom na pokretnoj traci u Detroitu koji sastavlja aute od dijelova koje krade iz pogona. "Sold Out of Flag Poles" također je postala singl, zauzevši 29. poziciju na country ljestvici singlova. "Committed to Parkview", originalnu Cashovu pjesmu, 1985. su snimili Cash, Waylon Jennings, Kris Kristofferson i Willie Nelson, zajedno poznati kao grupa The Highwaymen, za svoj prvi album, Highwayman; to je jedna od prvih country pjesama otpjevanih iz perspektive pacijenta u umobolnici.
"Go On Blues" snimljena je kasnije za etiketu American Recordings pod palicom Ricka Rubina. Pjesma se nije našla na albumu nego kao dio promotivnog singla "Delia's Gone".

## Popis pjesama
1. "Let There Be Country" (Cash/Shel Silverstein) – 2:58
2. "One Piece at a Time" (Wayne Kemp) – 4:00
3. "In a Young Girl's Mind" (Hoyt Axton/Mark Dawson) – 3:09
4. "Mountain Lady" – 2:43
5. "Michigan City Howdy Do" – 2:26
6. "Sold Out of Flag Poles" – 2:45
7. "Committed to Parkview" – 3:14
8. "Daughter of a Railroad Man" – 3:12
9. "Love Has Lost Again" – 2:24
10. "Go on Blues" – 2:23

## Ljestvice
Album - Billboard (Sjeverna Amerika)
| Godina | Ljestvica      | Pozicija |
| ------ | -------------- | -------- |
| 1976.  | Country albumi | 2        |
| 1976.  | Pop albumi     | 185      |

Singlovi - Billboard (Sjeverna Amerika)
| Godina | Singl                   | Ljestvica        | Pozicija |
| ------ | ----------------------- | ---------------- | -------- |
| 1976.  | "One Piece at a Time"   | Country singlovi | 1        |
| 1976.  | "One Piece at a Time"   | Pop singlovi     | 29       |
| 1976.  | "Sold Out of Flagpoles" | Country singlovi | 29       |

## Vanjske poveznice
- Podaci o albumu i tekstovi pjesama